# ألبرت أوستن
ألبرت أوستن (بالإنجليزية: Albert Austin)‏، ممثل إنجليزي، ونجم سينمائي، ومخرج، وكاتب سيناريو، وابرز أعماله في أفلام تشارلي تشابلن.

## وصلات خارجية
- ألبرت أوستن على موقع IMDb (الإنجليزية)
- ألبرت أوستن على موقع ألو سيني (الفرنسية)
- ألبرت أوستن على موقع أول موفي (الإنجليزية)
- ألبرت أوستن على موقع قاعدة بيانات الأفلام السويدية (السويدية)
- ألبرت أوستن على موقع قاعدة بيانات الفيلم (الإنجليزية)
- ألبرت أوستن على موقع كينوبويسك (الروسية)